# Ворота Адріана
Ворота Адріана (тур. Hadrian Kapısı), також Учкапила́р (тур. Üçkapılar, буквально — троє воріт) — тріумфальна арка в місті Анталія в Туреччині, зведена на честь римського імператора Адріана, який відвідав тодішню Атталію в 130 році. Це єдина збережена вхідна брама стін, що оточували місто і гавань. Вперше описані ірландсько-британським гідрографом і контрадміралом сером Френсісом Бофортом в 1817 році.

## Історія
Анталія має древню історію. Місто було засноване царем Пергама Атталом. Після смерті останнього пергамського царя турецьке місто перейшло у володіння римської імперії. Відтоді Анталія є квітуючим портом, надійно оточеним фортечними мурами. У стінах цих мурів було врізане кілька воріт, які закривалися і надійно захищали жителів у періоди нападу ворогів у вигляді загарбників або піратів. Ворота Адріана були звдені на честь римського імператора Адріана, який відвідав Анталію в 130 році. Це єдина збережена вхідна брама в Анталії.

## Опис
Ворота Адріана складаються з двох колонадний фасадів, трьох в'їзних арок, що піднімаються над чотирма пілонами, і веж, що стоять по обидва боки. У висоту ворота складають близько 8 метрів
Південна вежа, відома як Джулія Санкта, походить з римської епохи, але, ймовірно, була побудована незалежно від воріт. Нижня частина Північної вежі — з римських часів, але верхня частина була перебудована в першій половині XIII ст. н.е. під час правління династії Сельджуків султана Алаеддіна Кекубабата I і містить напис арабською мовою.
Ворота Адріана вважаються найкрасивішою брамою Памфілії. Орім 8ми колон (виготовлених з граніту) ворота повністю складаються з білого мармуру. Три арочні склепіння прикрашені  квітковими та розетковими рельєфами. Орнамент вражає. Первісна брама складалась із двох рівнів, і хоча про верхній її рівень відомо мало, проте, вважається, що на ньому розміщувались статуї імператора та його родини. Висота антаблемент — 1,28 метра. Він включає в себе фриз зквітковими мотивами та орнаментальний карниз з головами левів.
Довгі роки ворота Адріана лишались посеред міських стін — можливо, саме тому вони так гарно збереглися.
Стіни знесли в 1950-х роках, а ворота відновили в 1959 році. Тротуар був знятий, щоб показати первісну доріжку римської ери, яку можна побачити через органічне скло, проходячи через ворота імператора.
При відновленні воріт знайшли десяток бронзових літер, які були частиною напису на честь Адріана. Станом на 2017 рік літери розділили між різними музеями та приватними колекціями світу. Дев'ять букв є у Відні, дві — у Берліні, а деякі — у Англії: у Британському музеї в Лондоні та в Музеї Ашмола в Оксфорді.

## Легенди
За місцевою легендою, Бількіс, цариця Савська, проходила під цією брамою, під час зупинки у палаці в Аспендосі, подрожуючи аби відвідати царя Соломона. 
Однак, Соломон жив приблизно тисячу років до Адріана.

## Галерея

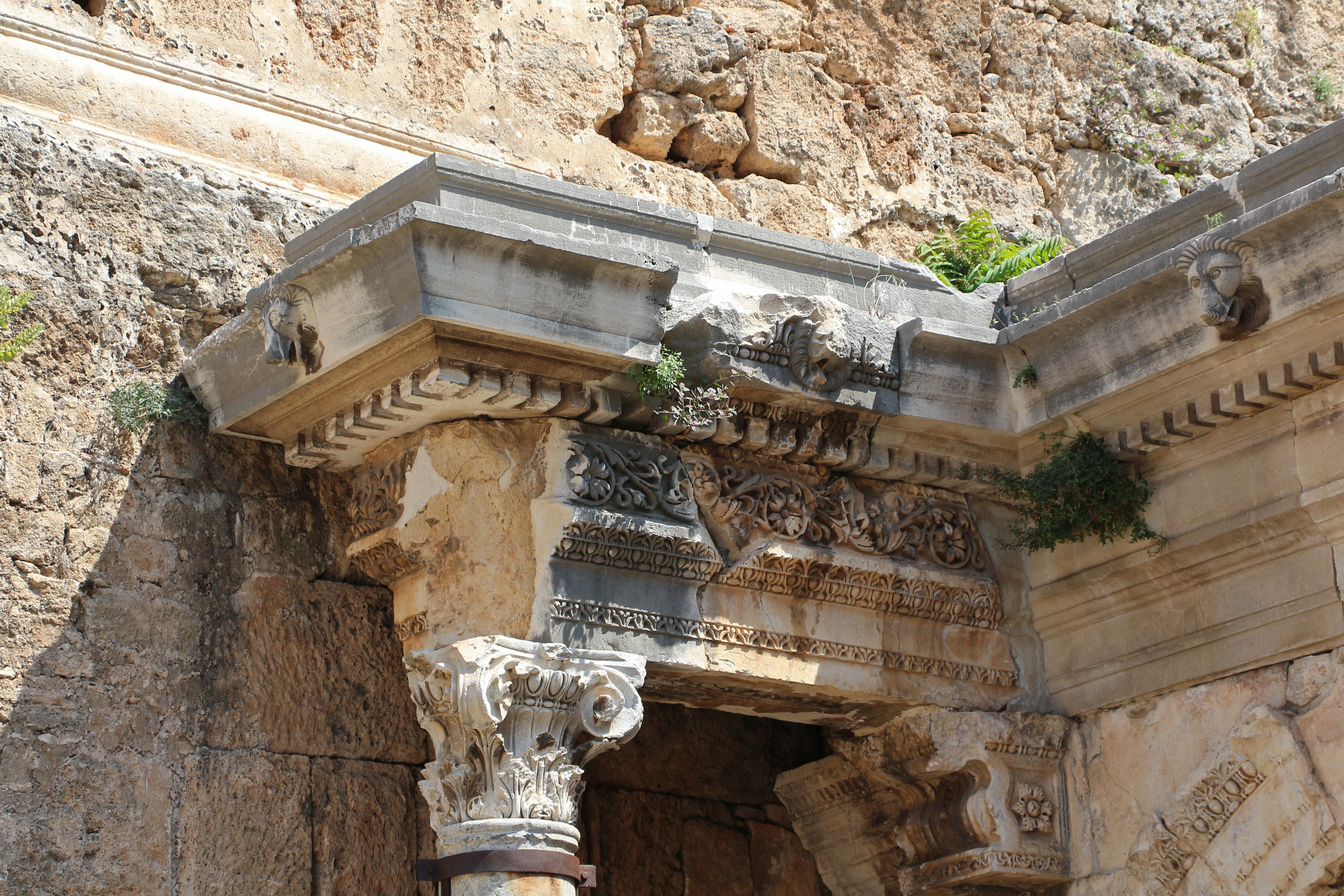
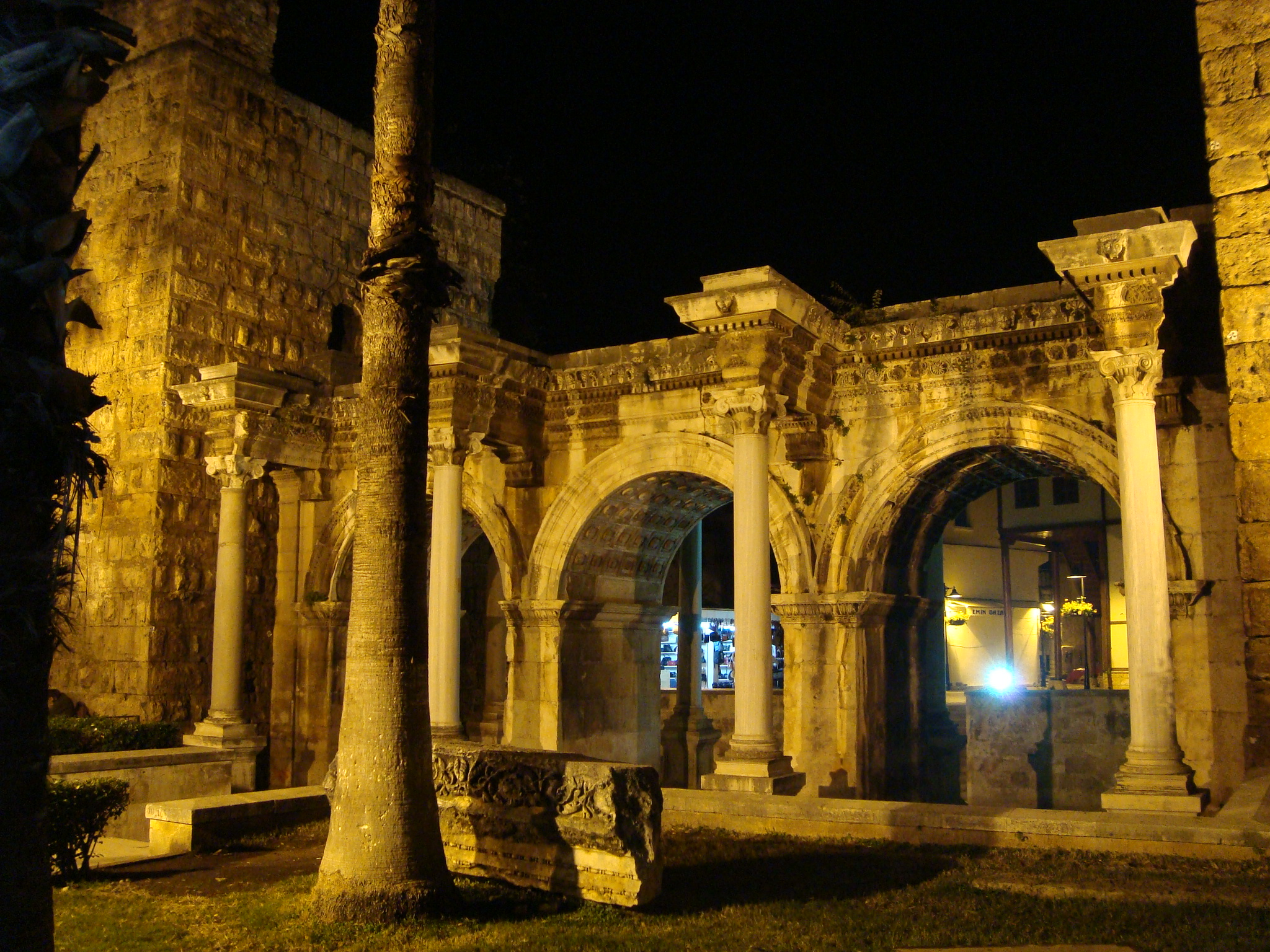
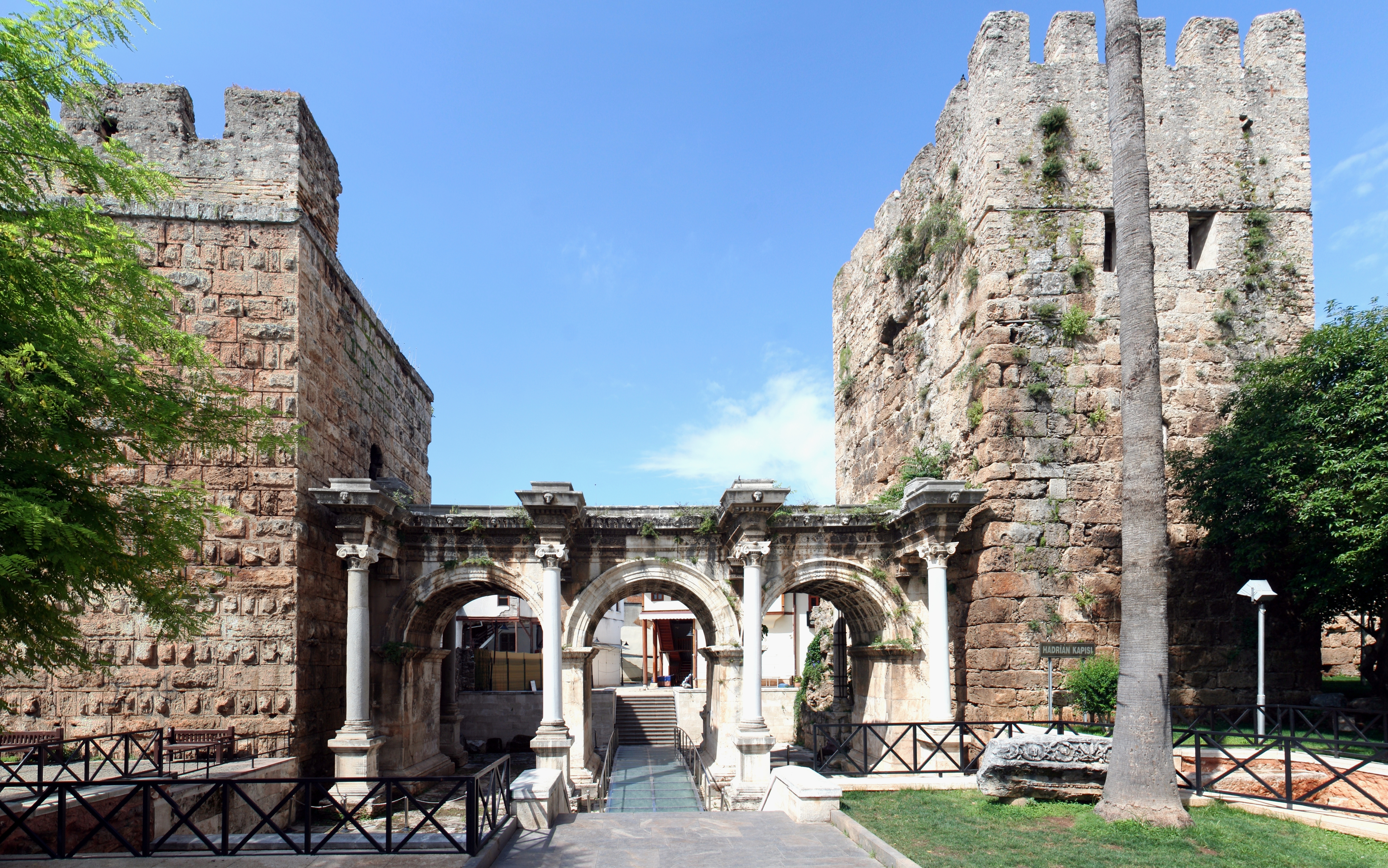
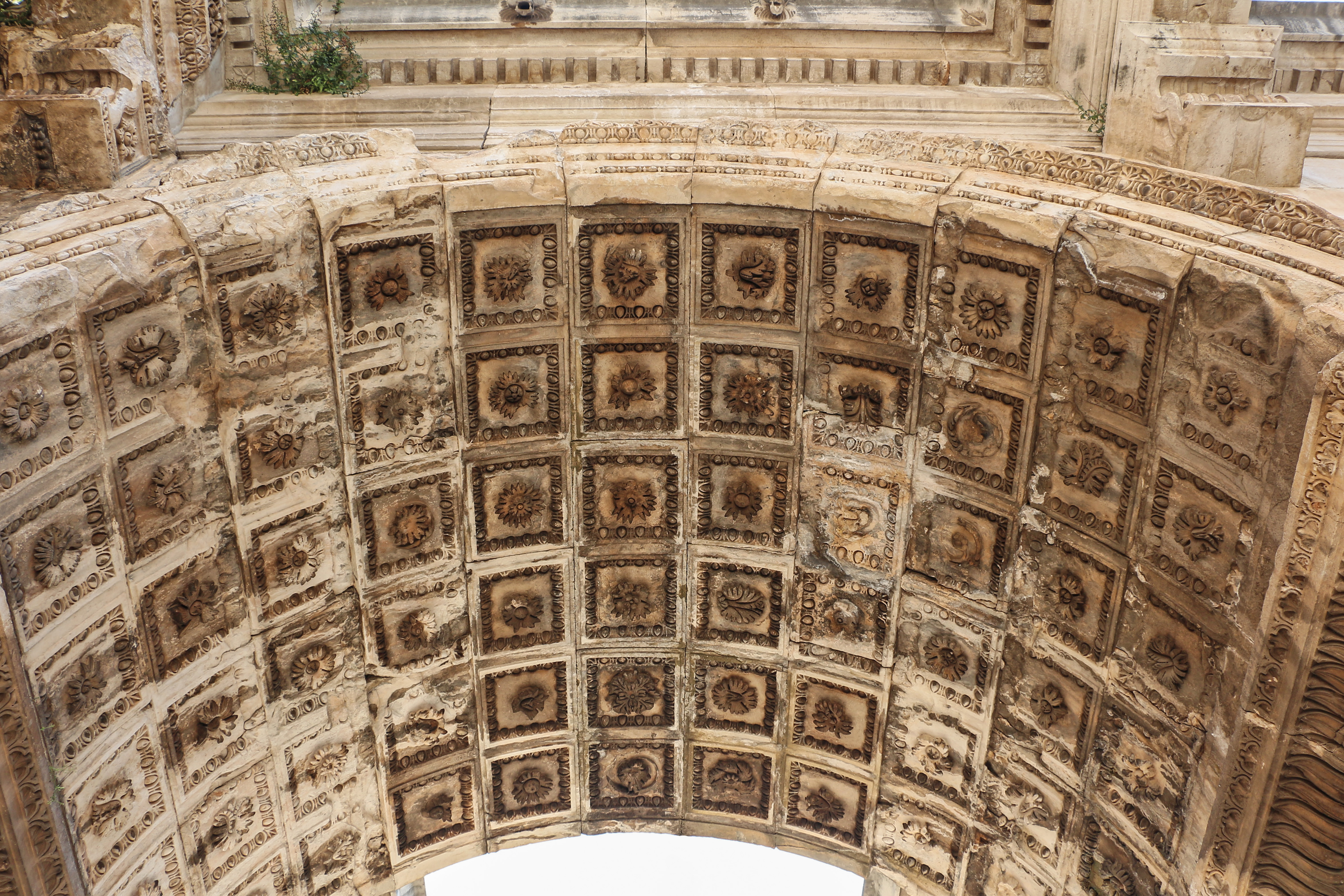
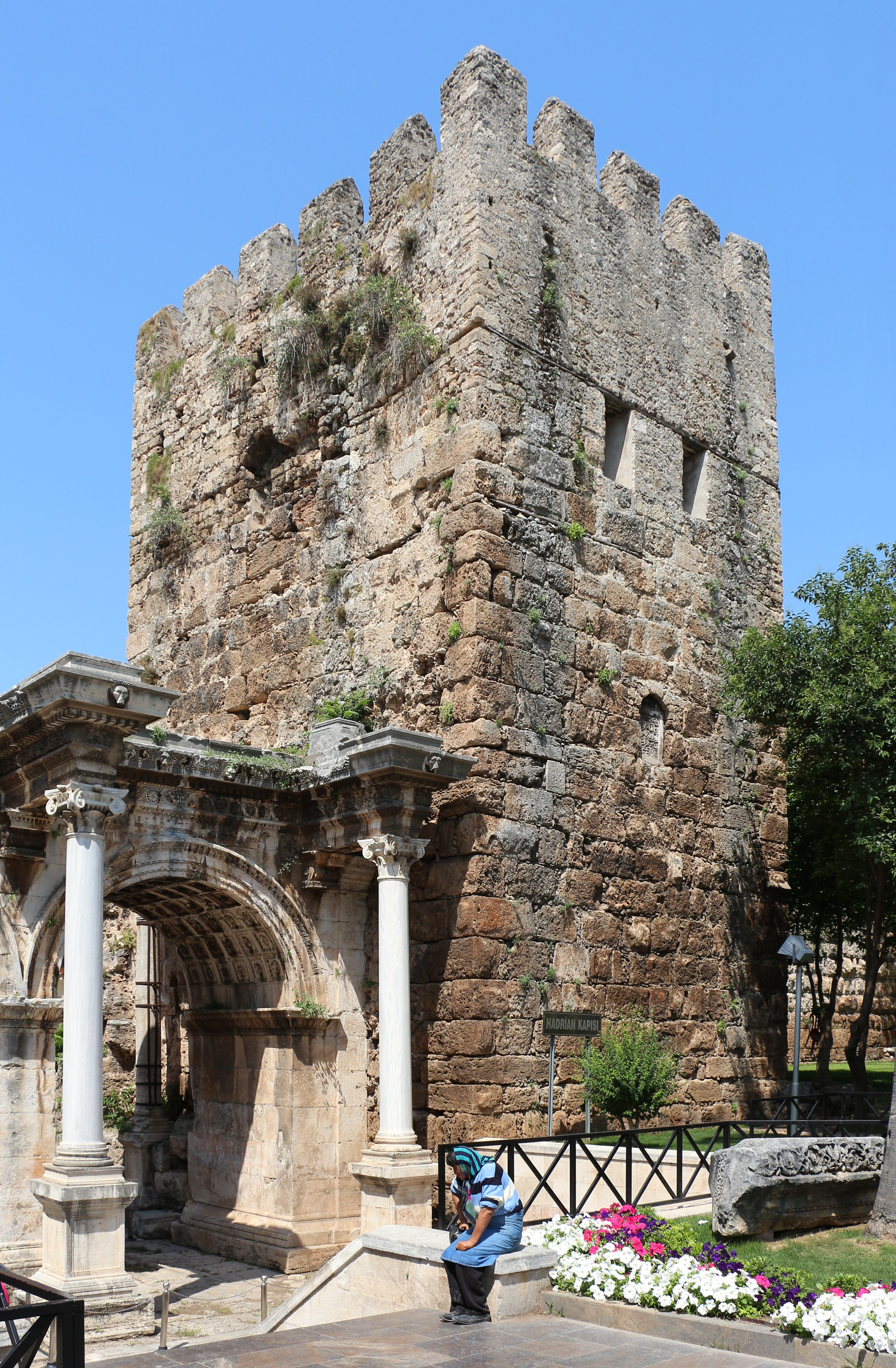